# 短柄小连翘
短柄小连翘（学名：Hypericum petiolulatum）为藤黄科金丝桃属下的一个种。

## 扩展阅读
維基物種上的相關：短柄小连翘